# Vabriga
Vabriga (wł. Abrega) – wieś w Chorwacji, w żupanii istryjskiej, w gminie Tar-Vabriga. W 2011 roku liczyła 433 mieszkańców.